# Tour do Egito
O Tour do Egito (oficialmente: Tour d'Egypte) é uma carreira ciclista por etapas que se disputa no Egito, no mês de fevereiro ou março.
Começou-se a disputar em 1951 com várias interrupções e como concorrência de categoria amador. A sua primeira edição profissional em 1998 foi de categoria 2.2. e as seguintes de categoria 2.5. Desde a criação dos Circuitos Continentais da UCI em 2005 entrou a fazer parte do UCI Africa Tour, dentro da categoria 2.2 (última categoria do profissionalismo).

## Palmarés
| Ano                              | Vencedor               | Segundo                  | Terceiro                |
| -------------------------------- | ---------------------- | ------------------------ | ----------------------- |
| edições amador                   |                        |                          |                         |
| 1951                             | Mieczysław Wilczewski  |                          |                         |
| 1952-1953 edições não realizadas |                        |                          |                         |
| 1954                             | René Van Meenen        | Emiel Van Cauter         | Ted Gerrard             |
| 1955                             | Hans Andresen          | Boyan Kotsev             | Shelzy Shingally        |
| 1956                             | Nentcho Christov       | Boyan Kotsev             | Marian Więckowski       |
| 1957                             | Werner Malitz          | Horst Tüller             | Stoyan Georgiev Demirev |
| 1958                             | Anatoly Olizarenko     | Aleksei Petrov           | Boyan Kotsev            |
| 1959                             | Gerhard Löffler        | Aleksei Petrov           | Nikolaï Etschenko       |
| 1960                             | Kurt Müller            | Manfred Brüning          | Wolfgang Braune         |
| 1961                             | Andrzej Piechaczek     | Alexandre Kulibin        | Klaus Kellermann        |
| 1962                             | Lothar Appler          | Joze Sebenik             | Gottfried Frank         |
| 1963-1974 edições não realizadas |                        |                          |                         |
| 1975                             | Urs Dietschi           | Bruno Keller             | S. Al Atawi             |
| 1976                             | Urs Dietschi           | Erol Küçükbakırcı        | Yusuf Ecevit            |
| 1977-1978 edições não realizadas |                        |                          |                         |
| 1979                             | Ryszard Szurkowski     |                          |                         |
| 1980-1985 edições não realizadas |                        |                          |                         |
| 1986                             | Gintautas Umaras       | Vassili Schpundov        | Marat Ganeyev           |
| 1987-1995 edições não realizadas |                        |                          |                         |
| 1996                             | Yuri Sinoukov          | Valeri Makarian          | Olivier Martinez        |
| 1997                             | Sergei Sinoukov        | Alexander Arakelian      | Leonid Timchenko        |
| edições profissionais            |                        |                          |                         |
| 1998                             | Vadim Kravchenko       | Miloslav Kejval          | Serguei Lavrenenko      |
| 1999                             | Amr Elnady             | Mohamed Abdel Fattah     | Ahmed Mohamed Khaled    |
| 2000                             | Remigijus Lupeikis     | Mikoš Rnjaković          | Piotr Wadecki           |
| 2001                             | Amr Elnady             | Mohamed Abdel Fattah     | Vadim Kravchenko        |
| 2002                             | Radovan Husár          | Ahmed Rashad             | Vadim Kravchenko        |
| 2003                             | Tiaan Kannemeyer       | Maroš Kováč              | Ján Šipeky              |
| 2004                             | Maroš Kováč            | Sergey Tretyakov         | Pavel Nevdakh           |
| 2005                             | Sergey Tretyakov       | Serguei Lavrenenko       | Bachtijar Mamirow       |
| 2006                             | Ilya Chernyshov        | Shaun Davel              | Valeriy Dmitriyev       |
| 2007                             | Waylon Woolcock        | Ján Šipeky               | Daniel Spence           |
| 2008                             | Jay Thomson            | Ayman Ben Hassine        | Pavel Nevdakh           |
| 2009                             | Christoph Springer     | Amr Mahmoud              | Mastafa Güler           |
| 2010-2014 edições não realizadas |                        |                          |                         |
| 2015                             | Francisco Mancebo      | Soufiane Haddi           | Andrea Palini           |
| 2016                             | Mounir Makhchoun       | Adne van Engelen         | Pascal Aandewiel        |
| 2016-2018 edições não realizadas |                        |                          |                         |
| 2019                             | Polychrónis Tzortzákis | Yousef Mirza Bani Hammad | Igor Silva              |

## Palmarés por países
| País                                                  | Vitórias |
| ----------------------------------------------------- | -------- |
| Alemanha Ocidental + · Alemanha Oriental + · Alemanha | 5        |
| Polónia                                               | 3        |
| Cazaquistão                                           | 3        |
| África do Sul                                         | 3        |
| Suíça                                                 | 2        |
| Ucrânia                                               | 2        |
| Lituânia                                              | 2        |
| Egito                                                 | 2        |
| Eslováquia                                            | 2        |
| Bélgica                                               | 1        |
| Dinamarca                                             | 1        |
| Bulgária                                              | 1        |
| União Soviética                                       | 1        |
| Espanha                                               | 1        |
| Marrocos                                              | 1        |
| Grécia                                                | 1        |